# 阿科拉縣
阿科拉縣是印度西部馬哈拉施特拉邦的一個縣，面積5,428平方公里，2011年人口1,818,617，人口密度每平方公里335人，識字率為87.55%。

## 外部連結
- Akola district official website （页面存档备份，存于）

20°30′N 77°10′E / 20.500°N 77.167°E